# 土屋礼央
土屋 礼央（つちや れお、1976年9月1日 - ）は、日本のア・カペラグループRAG FAIRのリードボーカル、インディーズバンドのZboned Zubon、ソロプロジェクトのTTREで活動するシンガーソングライター。

## 人物
東京都国分寺市出身、東京都立国分寺高等学校卒業。2018年4月1日から国分寺市観光大使を務める。愛称はレオ、レオレオ。名前の礼央はレオナルド・ダ・ヴィンチから父親が命名した。父は日本画家の土屋禮一、母は絵本作家の土屋侑美、祖父は日本画家の土屋輝雄、詩吟を嗜む祖母はタレント新山千春の縁戚 にあたり、ほかに妹がいる。
当時土屋が所属していた別バンド、ズボンドズボンは衣装としてファーを纏っており、デビュー時からファーとサングラスをトレードマークにしRAG FAIRでデビューしているが、これはズボンドズボンの一員だということを表していた。
自らを「体は固いがお客様への対応は柔軟」「夢見る乙女座左利き」と語る。後に『なんだ礼央化ダヴィンチ版』の企画 で身体を柔軟に動かした。2017年に右肩が四十肩になり治療をうけ、2019年3月のニッポン放送『土屋礼央 レオなるど』の最終回で治ったことを報告。2021年には左肩が四十肩になり、7月にサイレントマニュピレーションの施術を受ける。
毎日コミュニケーションズの『Mac Fan』連載で、バスのボタンを押すiPhone用アプリ『次、とまります』の制作に携わる。2009年11月のバージョンアップ版はAKB48の柏木由紀が「次、とまります」とアナウンスし、まれに土屋の声でアナウンスする。GPSで測定した移動距離のタクシー料金を表示する『タクシーメーター・リアル』をハドソンと開発して2011年5月27日に配信開始する。2012年8月に配信された『ダアシェリエス』はダウンロード数が累計40万を超えた。
野球
少年時代から埼玉西武ライオンズを愛好して石毛宏典を応援している。西武国分寺線沿線で育ち、小学生の頃からライオンズのファンクラブに入りファンブックを繰り返し読んでいた、1983年広岡監督V2時代からの生粋のライオンズファン。リモコンの"4"を無効とするほどに、読売ジャイアンツをライバル視し、父の記事が掲載された読売新聞もライオンズファンとして購入しなかった。
2007年6月20日の東京ヤクルトスワローズと西武ライオンズの試合で、西武ひいきで知られる文化放送の『ライオンズナイター』にゲスト出演し、ヤクルトスワローズがチャンスの時に応援団がJITTERIN'JINNの「夏祭り」を演奏することに対抗し、JITTERIN'JINNの曲「プレゼント」を替え歌で披露すると、6回裏、1アウト満塁、代打真中満の場面で「あなたが私にくれたもの、ボテボテ内野のゲッツーよ」と歌うと真中がゲッツーでアウトになり、次の7回、2アウト2塁3塁で青木宣親を迎えて「あなたが私にくれたもの、ファウルで粘るも三振よ」と歌うと青木が三振となり、いつもは冷静に解説する東尾修も興奮した。プロ野球西武戦の放送を行う文化放送『ライオンズナイター』や『NACK5 SATURDAY&SUNDAY LIONS』にゲスト出演することが多い。
2008年9月10日に西武ドームの西武対日本ハム戦で、自ら作詞作曲を手がけた埼玉西武ライオンズサポートソング「全員がヒーロー」のお披露目と試合開始前に国歌を独唱した。関係者入口で警備員に「何をしに来ましたか」とたずねられて「国歌を歌う者ですが」と告げて球場に入った。2009シーズンの西武ドーム開幕セレモニーでは、RAG FAIRで国歌斉唱している。
2018シーズンから2019シーズンにかけて『LIONS MAGAZINE』でコラムを連載。2019年12月からNHK BSで放送されている『レジェンドの目撃者』で司会進行を務め、球界のレジェンドをゲストに迎えて「目撃者」の証言を元に話を伺っている。
2022シーズンから2024シーズンにかけて【スカパー!埼玉西武ライオンズ応援団長】に就任。同年4月10日にベルーナドーム特設ステージで行われたトークショーで憧れの石毛宏典と共演を果たした。
サッカー
JリーグFC東京の熱狂的サポーターでSOCIO会員。2009年には『東京中日スポーツ』で月1回程度コラム「トーキョーSOCIO目線」を連載していた。
2011年から2017年までMXテレビ『F.C. TOKYO魂!』にメインMCとして出演する。FC東京に向けて書いた曲「エクスポーズ」が2014年3月7日から番組のオープニング曲として使用され、FC東京応援ソングとして周知された。
2012年7月28日には味の素スタジアムで「You'll never walk alone」(通称 ユルネバ) をアコースティック・ギターの弾き語りで歌い上げ、2014年8月2日には味の素スタジアム内青赤横丁特設ステージでエクスポーズを披露した他、様々なイベントで歌われた。
2015年2月13日には著書『熱狂サポーター・土屋礼央が愛するクラブのために全力で妄想するとこうなっちゃうよね FC東京のために200兆円で味スタを満員にしてみた』を出版。2018年にはFC東京のクラブ創設20周年を記念して飛田給駅の列車接近メロディにFC東京の応援歌「You'll never walk alone」と「東京ブギウギ」が導入され、制作を手がけた。
2022年3月には息子の少年サッカーのサポートのため、山梨県石和温泉でサッカー4級審判員の資格を取得している。取得当初は山梨県でのみ有効だったが、その後東京に所属を移し審判をしている。同年5月8日には準公式戦で副審を務めた。

### 年表
2000年 8月19日 RAG FAIRに加入。
2002年12月24日から25日までSHOGO・グローバー・西川貴教と、ニッポン放送のラジオ・チャリティー・ミュージックソンで番組内コーラスグループ「しぐれに」を結成する。
2005年8月16日からJFNC系インターネットラジオ『なんだ礼央化RADIO!』でパーソナリティを務める。
2008年4月から毎日コミュニケーションズの月刊誌『Mac Fan』で「快発会社 pAple.Inc」を連載する。
2011年6月1日、ソロプロジェクトTTRE（Today Tsuchiya Reinvent Entertainment）として活動開始。
2018年4月1日、国分寺市立cocobunjiプラザ開館記念式典に出席し【国分寺市観光大使】に任命される。
同年7月の公演 をきっかけに本格的に落語を始める。
2020年3月2日、ANA Wonder FLY内にて、クラウドファンディング『「TTRE LIVE～2020年初ライブ！おそらく最後のあけましておめでとう！～」中止お助けプロジェクト』を立ち上げる。
同年8月、7月3日に司会進行役として出演した『タモリ倶楽部』「ストリートビューでオンライン撮り鉄！　偶然鉄道フォトコンテスト」が2020年7月度ギャラクシー賞月間賞を受賞した。
2022年3月より 2022シーズン【スカパー! 埼玉西武ライオンズ応援団長】に就任し、2023シーズン、2024シーズンも続投した。
2025年4月に声帯ポリープ切除手術のため3週間の活動休止を発表。その後手術前日の検査でポリープが自然に取れたことを報告した。

## 活動

### TTRE
2011年6月1日から始動したソロプロジェクト。
毎年9月1日の土屋の誕生日付近に開催される『TTRL』をはじめ、全国弾き語りツアー『H.I.S.ツアー』などのライブを行なっている。

### RAG FAIR
1999年結成、2001年メジャー・デビュー。
2011年4月の『That's RAG FAIR‼︎』ツアー最終公演をもって活動休止していたが、2012年12月に再集結し活動を再開した。
2020年には配信ライブ『RAG FAIRの音楽室』をスタート。
2021年12月19日にデビュー20周年を迎え、『RAG FAIR＆INSPi 20周年感謝LIVE〜Love is here〜』を開催した。
2022年より毎年全国ツアーを行なっている。

### ズボンドズボン
2000年に結成された、土屋がリーダーを務める男女ツインボーカルのバンド。
2011年に活動休止し2014年に解散したが、2024年2月に再結成を発表。同年6月28日に吉祥寺Star Pine's Cafeで行われた 『ズボンドズボン〜お詫びと訂正LIVE〜』をもって10年ぶりに活動再開した。

### 落語
2018年、第4回下北沢ワタナベエンタメフェス『志らくに挑戦！はじめての落語 〜座布団に飛び込む 歌手と俳優五人衆！…と、見届け人 志らく〜』をきっかけに立川志ら乃に師事し、本格的に落語を始める。 出囃子はRAG FAIRの「恋のマイレージ」。
2019年は毎月のように寄席に出て新作をネタ下ろししており、2020年2月には土屋礼央作の創作落語『津軽海峡冬景色』を初披露した。
2020年5月23日、YouTubeにて『土屋礼央レオらくごチャンネル おうちらくご』 を開設。動画編集も自身で行い、コロナ禍に自宅で撮影する落語を中心に師匠との稽古の様子なども配信していた。
同年7月29日『レオらくご うぇぶ版』に出演の際、雑誌「MONOQLO」での連載の取材でBOSEのFRAMES を使用しながら会場入りしてメガネを忘れたのをきっかけに以降落語の時はメガネを外している。
コロナ禍となり寄席への出演は休止していたが、2022年5月24日に行われた『ニニンカイ #3』をもって再開。2024年は1月より師匠が継続的に開催している落語会『チーム志ら乃』に隔月･月2回ずつ出演し、ネタ下ろしと2回目の高座を定期的に披露した。
2025年前半は声帯ポリープに伴い出演を休止していたが、6月から隔月で再開した。

### トトト 〜トイレットトトレイン〜
2011年から始まったトイレとトレインのトークライブ。
佐藤満春と吉川正洋のイベントに2012年にゲスト出演したのをきっかけにレギュラーメンバーとなり、佐藤が「トイレ」、吉川が「トレイン」、土屋が「ト」から始まるテーマでプレゼンしている。
不定期に開催されており、2023年1月6日にはニッポン放送の特番枠で『トトトRADIO〜土屋と佐藤と吉川と〜』が放送された。

### TTRE土屋礼央とFC東京を応援しよう!
2011年から開催している、土屋と一緒にFC東京を応援するイベント。2020年・2021年はオンラインで開催された。

## 出演
主にTTRE活動開始後（2011年以降）の出演より抜粋。

### テレビ

#### レギュラー番組
現在
- レジェンドの目撃者（2019年12月28日 - 、NHK BS1→NHK BS）- MC[40][41]
- ピタゴラスイッチ（2021年8月21日 - 、NHK Eテレ）-「箱のすけ」の声を担当[42][43]
- 眠れぬ夜は AIさんと（2022年7月13日・2023年4月25日 - 、NHK Eテレ）- サブMC[44][45]
- ひるおび（2024年1月17日 - 、TBSテレビ）- 水曜コメンテーター(2024年1月17日 - 同年12月18日)[注 12][46][47]→月曜コメンテーター(2025年1月6日 - )[注 13][48]

過去
- ドイツ語会話（2006年4月5日 - 9月27日、NHK教育テレビジョン）- 生徒
- F.C.TOKYO魂!（2011年3月4日 - 2017年12月30日、TOKYO MX）- MC[49]
- 直撃LIVE グッディ!（2018年10月5日 - 2020年9月25日、フジテレビ）- 金曜パネラー[注 14][50]

#### 不定期出演番組
現在
- 踊る！さんま御殿!!（2015年2月3日・2025年3月4日、日本テレビ）[51]
- あさイチ（2019年4月8日 - 、NHK総合）
- ハモネプリーグ（2019年6月28日 - 、フジテレビ）[52]
- 題名のない音楽会（2019年12月14日 - 、テレビ朝日）
- 友近・礼二の妄想トレイン（2020年6月15日 - 、BS日テレ）
- 開運!なんでも鑑定団（2020年10月6日 - 、テレビ東京）
- 池上彰のリニア特番（2021年1月24日 - 、静岡朝日テレビ）[53][54][55][56]
- 麺鉄 〜メン食い鉄道 絶景の旅〜（2021年12月5日 - 、BS-TBS）[57]
- どーも、NHK（2022年10月9日 - 、NHK総合）[58]
- アニマルドック（2023年5月4日 - 、NHK総合）[59]
- 鉄オタ選手権（2024年11月22日 - 、NHK大阪放送局）[60]

過去
- タモリ倶楽部（2007年4月13日 - 2023年3月3日、テレビ朝日系列）
- ワイドナショー（2017年7月9日 - 2018年12月8日、フジテレビ）
- 中居くん決めて!（2019年7月8日 - 2020年1月27日、TBSテレビ）
- Let'sトレ活！（2022年6月13日 - 2023年4月10日、BSフジ）[61]
- 中居正広のプロ野球魂（2022年7月23日 - 2023年7月8日、テレビ朝日）[62]

### ラジオ

#### レギュラー番組
現在
- カメレオンパーティー（2016年10月2日 - 、NACK5）[63]
- 立飛グループpresents 東京042〜多摩もりあげ宣言〜（2023年1月7日 - 、TBSラジオ）[64][65]
- こねくと（2023年4月6日 - 、TBSラジオ）- 木曜パートナー[66]

過去
- 土屋礼央のオールナイトニッポン[注 15]
  - 土屋礼央のallnightnippon-r（2002年4月2日 - 2002年10月1日、ニッポン放送）
  - 土屋礼央の@llnightnippon.com（2002年10月8日 - 2003年3月25日、ニッポン放送）
  - 土屋礼央のオールナイトニッポン（2003年4月1日 - 2005年6月28日、ニッポン放送）
  - 土屋礼央のオールナイトニッポンモバイル（2009年7月15日 - 2013年8月22日、ニッポン放送モバイル1242）[67]
- なんだ礼央化RADIO!（2005年8月16日 - 2006年3月28日、JFNハイブリッド放送）[68]
- Reo Culture（2008年4月6日 - 2011年3月27日、NACK5）[69]
- CIRCUS CIRCUS（2010年10月1日 - 2012年9月28日、J-WAVE）- レポーター[70]
- 上柳昌彦 ごごばん!（2013年1月 - 2016年3月26日、ニッポン放送）[71]
- キラメキミュージックスター キラスタ（2014年4月1日 - 2016年9月27日、NACK5）[72]
- 土屋礼央 レオなるど（2016年3月28日 - 2019年3月28日、ニッポン放送）月曜 - 木曜[73]
- 土屋礼央 SOUND RING（2019年4月1日 - 2020年3月18日、ニッポン放送）[74]
- 赤江珠緒 たまむすび（2019年5月16日・2019年8月8日 - 2023年3月30日、TBSラジオ）- 木曜パートナー[75][76]
- 三井ダイレクト損保 presents 強くてやさしい金曜日（2023年1月6日 - 2024年9月27日、TBSラジオ）[77][78]
- 鉄旅・音旅 出発進行！〜音で楽しむ鉄道旅〜（2019年10月5日 - 2025年3月15日、NHKラジオ第1）[79]

#### 特別番組
- 土屋礼央のオールナイトニッポン（2005年10月7日）
- 鉄旅・音旅
  - 鉄旅・音旅 in Summer！〜音で楽しむ夏の鉄道旅〜（2018年8月8日・8月9日・8月10日、NHKラジオ第1）
  - 鉄旅・音旅 in Winter！ ～音で楽しむ冬の鉄道旅～（2019年1月2日・1月3日、NHKラジオ第1）[80]
  - 鉄旅・音旅 in Summer！ 〜音で楽しむ夏の鉄道旅〜（2019年8月13日、NHKラジオ第1）[81]
- 今日は一日○○三昧
  - 今日は一日“メガヒットソング”三昧（2019年7月15日、NHK-FM）
  - 今日は一日“音の風景”三昧2020（2020年11月3日、NHK-FM）
- オールナイトニッポンPremium
  - 西川貴教のオールナイトニッポンPremium（2022年10月1日、ニッポン放送）[82]
  - 土屋礼央のオールナイトニッポンPremium（2022年11月26日、ニッポン放送）[83]
- NHKラジオ鉄道大博覧会（2022年10月10日、NHKラジオ第1）[84]
- トトトRADIO〜土屋と佐藤と吉川と〜（2023年1月6日、ニッポン放送）[37]
- 開局35周年SPECIAL「WE ARE THE NACK5」（2023年10月31日、NACK5）[85]
- アーカイブス！The100（2025年4月29日、NHKラジオ第1）[86]

#### 不定期出演番組
現在
- GOGOMONZ（2014年4月21日 - 、NACK5）
- SUNDAY LIONS（2016年8月27日 - 、NACK5）[87]
- ジェーン・スー 生活は踊る（2020年12月10日 - 、TBSラジオ）[88]

過去
- 夕焼けSHUTTLE（2011年8月4日 - 2014年1月7日、NACK5）
- 西川貴教のちょこっとナイトニッポン（2014年12月8日 - 2022年1月28日、ニッポン放送）
- 中山秀征のクイズイマジネーター（2019年7月11日 - 2022年3月31日、NHKラジオ第1）
- エネクル presents まいにちザキヤマ（2020年3月3日 - 2021年9月18日、NACK5）[89]

#### ラジオCM
- 日産セレナ「e-POWER編」「プロパイロット編」（2018年5月 - ）
- gym master（2023年10月4日 - )[90] - CM音楽を手がけた
- 立飛ホールディングス（2025年6月7日 - ）

### Web放送

#### レギュラー放送
現在
- チャンネル土屋礼央（2015年10月29日 - 、ニコニコ生放送）[91][92]

過去
- 礼央公論（2005年8月 - 2009年1月、うたキャス）
- 西川学園高等学校、略してN高！（2017年10月26日 - 2019年3月29日、ニコニコ生放送）[93]
- F>>VR（エフブイアール）（2019年8月2日 - 2019年11月20日、REALITY）[94]
- セキュ塾TV（2019年2月3日 - 2019年9月6日、YouTube）[95]

#### 特別番組
現在
- イナズマロックフェスバックヤード特番（2013年9月21日 - 、ニコニコ生放送[注 16]・17LIVE[注 17]）- MC
- ディズニープラス特番（2021年10月28日 - 、ニコニコ生放送）[96]

#### 不定期出演番組
過去
- 西川貴教のイエノミ!!（2011年9月19日 - 2017年9月16日、ニコニコ生放送）[97]
- これからもずっと、想いをひとつに…STAND UP！JAPAN（2012年4月21日 - 2014年4月20日、ニコニコ生放送）[98]
- ワイキュー（2019年2月6日 - 2019年8月11日、Yahoo!JAPANアプリ）[99]

### Web連載
過去
- なんだ礼央化 ダ・ヴィンチ版（2005年7月 - 2011年4月、WEBダ・ヴィンチ）[注 18]
- レオナルホド ダ・ヴィンチ（2011年7月15日 - 2013年3月1日、WEBダ・ヴィンチ）[100]
- ダァシェリエス ダ・ヴィンチ出張版（2013年4月6日 - 2013年8月28日、WEBダ・ヴィンチ）[101]
- 土屋礼央の家庭の平和は俺(レオ)に任せろ！（2018年4月17日 - 2018年9月28日、日経DUAL）[102]
- 土屋礼央のざっくり聞くと（2015年3月2日 - 2016年1月19日、livedoorNEWS）[103]
- 土屋礼央のじっくり聞くと（2016年2月26日 - 2022年3月16日、BLOGOS）[104][注 19]
- モアル君と鹿内君（2021年3月4日 - 2022年3月26日、BLOGOS）

|        | 配信日         | タイトル                                                                                  |        |        |        |        |
| 2021年 | 2021年         | 2021年                                                                                    | 2021年 | 2021年 | 2021年 | 2021年 |
| ------ | -------------- | ----------------------------------------------------------------------------------------- | ------ | ------ | ------ | ------ |
| 1      | 2021年 3月 4日 | コロナ禍で増える離婚予備軍 ステイホームを破局回避のチャンスに変えよう                     |        |        |        |        |
| 2      | 2021年 4月19日 | 「俺はそういう人間だ」オンライン生活についていけないミドル男性は罪なのか                  |        |        |        |        |
| 3      | 2021年 6月 3日 | 「読み終えたら即メルカリ」は許せない？中古売買は電子書籍にはない紙媒体の長所              |        |        |        |        |
| 4      | 2021年 7月 7日 | ウマ娘の大ヒットから他業界が学ぶべき「3つのヒント」                                       |        |        |        |        |
| 5      | 2021年 7月27日 | 野球は7回、サッカーは60分でよくない？若者のスポーツ観戦離れを「時短化」で食い止めろ       |        |        |        |        |
| 6      | 2021年 8月27日 | 「投票率を100%に近づけたい！」国民が選挙に行きたくなるための3つの提案                     |        |        |        |        |
| 7      | 2021年10月 1日 | 「今こそ鉄道ファンは変われるチャンス」撮り鉄のマナー問題に土屋礼央が解決策を提案          |        |        |        |        |
| 8      | 2021年10月30日 | 「ネットから離れて怒るのをやめよう」自己肯定感を高めてメンタルを安定させる方法            |        |        |        |        |
| 9      | 2021年12月 2日 | 大人が突然新しいことにチャレンジする「中年の思春期」忙しい我々が2回目の青春を謳歌するコツ |        |        |        |        |
| 2022年 |                |                                                                                           |        |        |        |        |
| 10     | 2022年 1月 1日 | 小田急電鉄のIC小児運賃「50円均一」はiPhone誕生級の大発明                                  |        |        |        |        |
| 11     | 2022年 2月10日 | お金を働かせないなんてもったいない！資産運用を始めるためのマインドセット                  |        |        |        |        |
| 12     | 2022年 3月16日 | これからのラジオは「課金」が支え スター誕生で音声メディアの潮目は変わる                   |        |        |        |        |

## 出版

### 連載
現在
- 快発会社パップル → 調査会社パップル[注 20] → 運想会社pAple[注 21][114]（2008年2月 - 、Mac Fan）[115][116]

過去
- レオ党レオのレオ話（2018年4月号 - 2018年11月号・2019年4月号 - 2019年最終号[注 22]、LIONS MAGAZINE）[117]
- 土屋礼央の仮定のはなし（2018年5月号 - 2021年4月号、月刊ダ・ヴィンチ）[118]
- KD評論家の土屋礼央のK.D.D.I.（企業 努力 大好きなので 行ってきた）[注 23] → 土屋礼央の家族への物欲プレゼン[注 24] →土屋礼央の物欲プレゼン[注 25]（2015年5月号 - 2015年8月号、MONOQLO）[119][120][121]

### 書籍
- なんだ礼央化 ダ・ヴィンチ版（2007年1月12日、KADOKAWA メディアファクトリー）[122]
- なんだ礼央化 ダ・ヴィンチ版 2（2008年3月14日、KADOKAWA メディアファクトリー）
- なんだ礼央化 ダ・ヴィンチ版 3 君は本当のミルクレープを見たことがあるか（2009年6月17日、KADOKAWA メディアファクトリー）
- なんだ礼央化別冊 どこだ礼央化（2009年6月17日、KADOKAWA メディアファクトリー）
- なんだ礼央化 ダ・ヴィンチ版 4 エア結婚 始めました（2011年3月18日、KADOKAWA メディアファクトリー）
- ダイヤ改正とリンスinシャンプーで考える世界平和 なんだ礼央化文庫 鶴編（2011年4月25日、KADOKAWA メディアファクトリー）
- ラーメンがラーメンであるために僕たちが出来ること なんだ礼央化文庫 亀編（2011年4月25日、KADOKAWA メディアファクトリー）
- 熱狂サポーター・土屋礼央が愛するクラブのために全力で妄想するとこうなっちゃうよね
FC東京のために200兆円で味スタを満員にしてみた（2015年2月13日、KADOKAWA メディアファクトリー）
- ボクは食器洗いをやっていただけで、家事をやっていなかった。（2021年3月3日、KADOKAWA）

イヤーブック
- TTRE YEAR BOOK 2011 - 2012（2012年3月16日、KADOKAWA メディアファクトリー）

## 作品

### CDアルバム

#### 土屋礼央
- 『不安ありがとう』(2005年9月5日、TOY'S FACTORY)

1. 数学なんて関係ない
2. 同じ気持ち
3. 不安ありがとう
4. ANN-ジングル(3tracks)
5. ANN.com-ジングル(3tracks)
6. ANN-part1 ジングル(6tracks)
7. ANN-part2 ジングル(5tracks)
8. オールナイトニッポン〜ハイライト・トーク・ダイジェスト〜 - 『土屋礼央のオールナイトニッポン』放送中に弾き語りした曲（主に受験生応援ソング）や歴代のジングルを収録したラジオアンソロジーCD。
初回限定版は番組を放送した3年3か月という数字にかけて3300枚限定生産、通常版をTOY'SHOPのHPで販売していた。

#### TTRE
- 1st album 『humour』ヒューモア (2012年3月21日、IVY Records)

1. Kond'anch Neil
2. what color ?
3. アイサレンダー
4. iPlease
5. 君の音色
6. U.S.R.
7. ソラカラ
8. 不安ありがとう 〜 uki uki parade 〜
9. オモイデツアー
10. ナウ・ヒア・マン
11. 僕は音
12. ＜初回版限定＞DVD：humour PV ＋ （2011年9月1日）『TTRL 2011』より「アイサレンダー」「風鈴買いに行こう」「TTRL 2011の歌」のライブ映像を収録

- 2nd album 『ユラユラ』(2014年2月26日、IVY Records)

1. エクスポーズ
2. ユラユラ
3. いっさいがっさい
4. oh!oh!oh!
5. ブエノスアイレス
6. ポテチがハグキに刺さった
7. バラバラ
8. tap water
9. もういいかい？

- 3rd album 『ブラーリ』(2016年7月2日、TTRE MUSIC)

1. 今日はTTRE
2. 忍ばせろミュージック　feat.清浦夏実（TWEEDEES）
3. それが、愛 それが、愛 feat.西寺郷太（NONA REEVES）
4. くちびるが持つ力　feat.吉澤嘉代子[注 26]
5. 老い！
6. オネスティ
7. 世田谷線
8. 消しゴムなんていらないさ
9. てれててれて
10. 君とwar war 嫌
11. 素敵な事があったら

#### 参加作品
- 東海道新幹線開業50周年記念 トリビュートアルバム
『走れ! 夢の超特急楽団 〜Super Express 50th Anniversary Album〜』(2014年10月1日、キングレコード)
  - TTRE「拝啓 新幹線さま」収録
- 『鉄道150周年記念 鉄音博』(2022年10月5日、キングレコード)

鉄道開業150周年を記念して制作されたコンピレーションアルバムに総監督として参加。
- - 「思い出はメロディの中に〜鉄道唱歌2022〜」
作詞（野月貴弘、南田裕介と共作）、作曲（多梅稚の原曲の「鉄道唱歌」にサビの新たなメロディを作曲）、編曲を手がけた。

### 配信シングル
- 「what color?」（2011年6月1日）ビアンコネロ古賀たかしとの合作曲　TTRE土屋礼央バージョン
- 「アイサレンダー」 （2011年7月1日）
- 「ナウ・ヒア・マン」（2011年8月1日）
- 「U.S.R.」（2011年9月1日）
- 「オモイデツアー」（2011年10月1日）
- 「ソラカラ」（2011年11月1日）
- 「君の音色」（2011年12月1日）

### DVD
- SOCIO・クラブサポートメンバー・ファンクラブU-20限定DVD『トーキョー通信2012』(2012年8月16日)
- SOCIO・クラブサポートメンバー・ファンクラブU-20限定DVD『トーキョー通信2013』(2013年11月10日)
- SOCIO・クラブサポートメンバー・ファンクラブU-20限定DVD『トーキョー通信2014』(2014年9月27日)
- SOCIO・クラブサポートメンバー・ファンクラブU-20限定DVD『トーキョー通信2015』(2015年10月21日)
- SOCIO・クラブサポートメンバー・ファンクラブU-20限定DVD『トーキョー通信2016』(2016年9月10日)
- SOCIO・クラブサポートメンバー・ファンクラブU-20限定DVD『トーキョー通信2017』(2017年10月21日)
- 『ウソかホントかわからない やりすぎ都市伝説 未来に生き残れる人間の選別は始まっている 下巻』（2016年3月23日）「リニア計画の裏に隠れた真実」に出演

### 楽曲提供
- 「繊細ガール」(平田志穂子『7:08』 - 2016年12月7日発売)

自分が所属するグループ以外のアーティストに初めて歌詞を提供した楽曲。曲調が明るいことから朝の7時8分をコンセプトに選定して、平田志穂子の曲やYouTubeを視聴して作詞した。
- 「リルリルHappy!」(アオペラ -aoppella!?- 『アオペラ -aoppella!?-3』 - 2022年2月10日発売)

RAG FAIR引地洋輔と共に作詞・作曲し提供した楽曲。制作に際して「自分がリルハピのメンバー自身だったらどういう曲を作るかなと想像しながら作った所、自分でも驚くぐらい自然に、かつRAG FAIRでは出なかったメロディーラインや言葉が生まれました」とコメントしている。
- 「ラジオのトリコ」(佐々木もよこ feat. 土屋礼央 & 加藤慶之 from RAG FAIR - 2022年5月18日配信リリース[124][125])

FM NACK5『カメレオンパーティー』内で制作された「ラジオ」をテーマにした楽曲。共に番組パーソナリティを務める佐々木もよこが「ラジオへの思い」を綴った手紙を元に土屋が全面プロデュースした楽曲で、作詞・作曲・編曲・コーラスを担当。アレンジまで手がけた作品は自身初となる。コーラスにRAG FAIRの加藤慶之が参加している。

### 列車接近メロディ
- 京王線 飛田給駅 (2018年9月29日- )
  - 1番線(下り)：「東京ブギウギ」
  - 2・3番線(上り)：「You'll never walk alone」

飛田給駅が最寄り駅である味の素スタジアムを拠点とするFC東京のクラブ創設20周年を記念して、2018年9月29日の始発から列車接近メロディにFC東京の応援歌「You'll never walk alone」と「東京ブギウギ」が導入される事になり、その制作を手がけた。
京王線ではスポーツチームの応援歌の列車接近メロディの採用は初となる。
- 京王線 西調布駅 (2021年3月26日- )
NHK大河ドラマ『新選組！』メインテーマ
  - 1番線(下り)：サビ
  - 2番線(上り)：Aメロ

西調布駅のある調布市上石原は新選組局長 近藤勇のゆかりの地であることから、2021年3月26日の始発から列車接近メロディにNHK大河ドラマ『新選組！』のテーマ曲が導入される事になり、その制作を手がけた。
メロディは電車が接近していることを知らせるため、案内放送の前に5秒程度流れる。危険を知らせるために単音で聞き取りやすいように制作されている。